# Antoni Brants
Antoni Brants (Raalte, 24 augustus 1871 – Den Haag, 10 maart 1959) was een Nederlands jurist, procureur-generaal bij het Gerechtshof in Den Haag en tijdens de Duitse bezetting waarnemend directeur-generaal van de politie.

## Biografie
Antoni Brants doorliep de lagere school in Heerenveen en het gymnasium in Arnhem. Hij studeerde rechten aan de Rijksuniversiteit Utrecht, waar hij in 1895 promoveerde op stellingen.
Na zijn studie vestigde hij zich als advocaat in Steenwijk. Op 12 maart 1900 werd hij benoemd tot kantonrechter-plaatsvervanger. In 1903 trad hij in dienst bij het Openbaar Ministerie en werd geplaatst in Alkmaar. In 1905 volgde een overplaatsing naar Zutphen, waar hij tot maart 1910 werkzaam bleef. Daarna vervulde hij functies als substituut-officier van justitie in Maastricht, Assen en ten slotte Den Haag.
In juli 1917 werd hij benoemd tot advocaat-generaal in Leeuwarden. In december 1921 werd hij overgeplaatst naar Den Haag, waar hij in 1933 werd benoemd tot procureur-generaal bij het gerechtshof. Tegelijkertijd werd hij directeur van de politie en advocaat-fiscaal van zee- en landmacht bij het Hoog Militair Gerechtshof.
In september 1940, tijdens de Duitse bezetting, werd hij als procureur-generaal opgevolgd door de NSB’er Robert van Genechten. Brants werd benoemd tot waarnemend directeur-generaal van de politie bij het Ministerie van Justitie. Hij nam in 1942 eervol ontslag.

### Maatschappelijke functies
Brants was ook actief buiten de rechterlijke macht. Hij was onder meer:
- President-commissaris van de N.V. Hoofdstad Hypotheekbank voor Binnen- en Buitenland in Amsterdam
- President-commissaris van de Internationale Maatschappij voor Onroerende Goederen
- Bestuurslid van de Algemene Doopsgezinde Sociëteit
- Voorzitter van Pro Juventute in Den Haag

## Onderscheidingen
- Ridder in de Orde van de Nederlandse Leeuw (1935)
- Grootofficier in de orde Leopold II (1936)